# Кирха в Новосёлках
Кирха в Новосёлках — несохранившаяся лютеранская церковь в деревне Новосёлки Кингисеппского района Ленинградской области, бывший центр прихода Новасолкка (фин. Novasolkka) Евангелическо-лютеранской церкви Ингрии.

## История
Приход Новасолкка был образован в 1670 году в период шведского правления в Ингерманландии.
Первая приходская церковь была построена в 1703 году.
Новая деревянная кирха на 150 мест была построена в 1759 году и приписана к Молосковицкому приходу.
Приход был небольшим, в начале XIX века в нём числилось 90 дворов.
В 1834 году был образован объединённый приход Каттила-Сойккола-Новасолкка.
В 1904 году кроме финнов-ингерманландцев в приходе состояло около трёхсот эстонцев и тридцати немцев.
В начале XX века из-за бедности прихода и больших расстояний между тремя церквями прихода должность пастора в объединённом приходе часто оставалась вакантной.
Прихожане жили в основном в смешанных финско-русских деревнях и были двуязычны. Приход входил в Западно-Ингерманландское пробство.
В 1919 году приходы Каттила, Сойккола и Новасолкка вновь стали самостоятельными, а этническое эстонское население прихода Новасолкка присоединилось к Молосковицкой эстонской церкви. В 1919 году в приходе Новасолкка числилось 700 человек.
В 1935 году богослужения в кирхе прихода Новасолкка прекратились, так как священникам официально было запрещено находиться в пограничной зоне.
В 1937 году кирха была окончательно закрыта.
В полуразрушенном виде она существовала во время войны, а о её судьбе в послевоенное время сведений не сохранилось.

## Прихожане
Приход Новасолкка (фин. Novasolkka) включал в себя 23 деревни:

Алексеевка, Брюмбель, Валья, Горка, Заполье, Загорица, Кёрстово, Кикерицы, Килли, Куги, Лялицы, Малли, Мануйлова, Новосёлки, Новеси, Онстопель, Пустомержа, Тикопись, Торма, Фёдоровка, Чирковицы, Юхново, Ямсковицы.

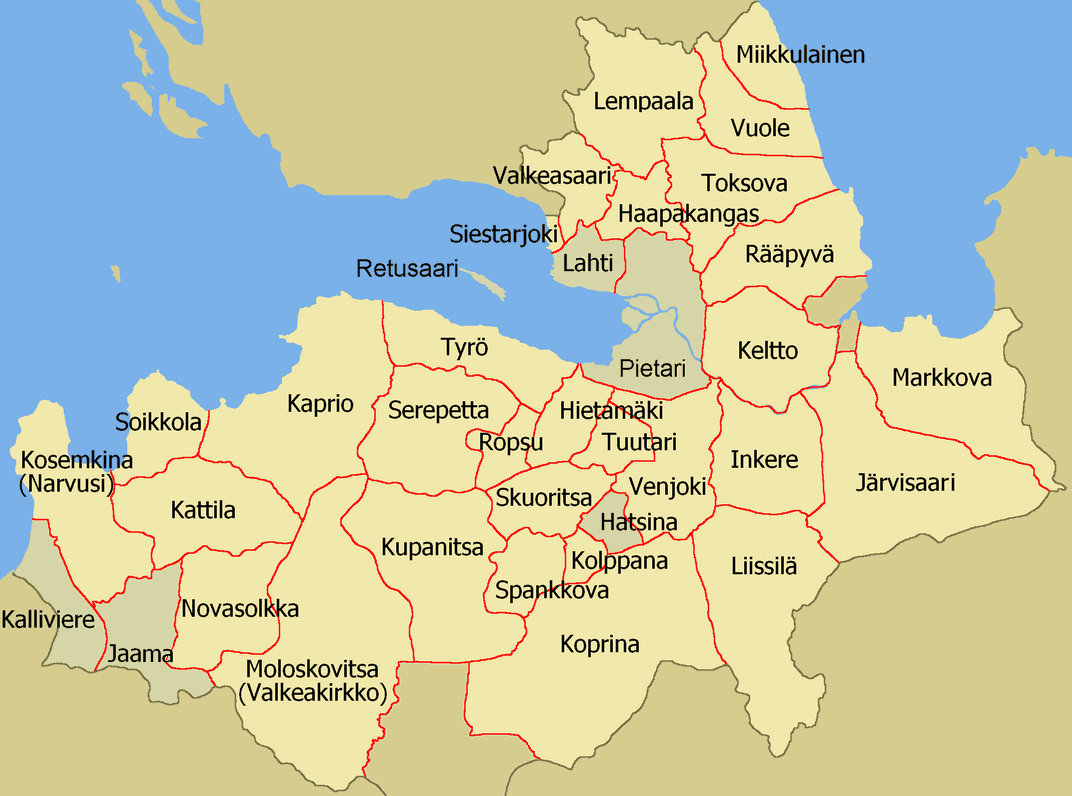
Карта приходов Церкви Ингрии (1930-е годы)

Изменение численности населения объединённого прихода Каттила-Сойккола-Новасолкка с 1842 по 1917 год:
В 1845 году в деревне Тикопись прихода Новасолкка родился основатель Евангелическо-лютеранской церкви Намибии, миссионер Мартти Раутанен (фин. Martti Rautanen).

## Духовенство
| Настоятели церкви | Настоятели церкви                                        |
| Даты              | Пастор                                                   |
| ----------------- | -------------------------------------------------------- |
| 1702—1708         | Йоханнес Говиниус (капеллан, пастор),                    |
| 1722              | Йоханнес Говиниус (капеллан, пастор)                     |
| 1724—1759         | Рейнгольд В. Холль (настоятель)                          |
| 1740—1759         | Андерс Нордстрём (пом. пастора)                          |
| 1759              | Хенрик Карвиандер (пастор)                               |
| 1759—1764         | Хенрик Форсандер (настоятель)                            |
| 1764—1787         | Арон Моландер (настоятель)                               |
| 1788—1794†        | Эсайас Коландер (настоятель)                             |
| 1794—1825†        | Хенрик Йохан Линдстен (настоятель)                       |
| 1825—1834         | Йохан Сундблад (и. о. пастора, Молосковитса)             |
| 1825—1852†        | Йохан Йозеф Грюндстрём (и. о. пастора, пастор)           |
| 1853—1856         | Йохан Людвиг Николаус Грюндстрём (и. о. пастора, пастор) |
| 1857—1865†        | Рейнхолд Валдемар Зиллиакус (настоятель)                 |
| 1866—1872         | Алексантери Карл Сонни (настоятель)                      |
| 1872—1888         | Казимир Константин Строльман (настоятель)                |
| 1888              | Маттиас Йохан Эйсен (и. о. пастора)                      |
| 1888—1889         | Карл Аксель Адемар Коски (и. о. пастора)                 |
| 1889—1890         | Эдуард Леопольд Юргенсен (и. о. пастора)                 |
| 1890—1901         | Йохан Эдвард Швиндт (настоятель)                         |
| 1901—1903         | Франс Симеон Суокас (настоятель)                         |
| 1903—1906         | Юхо Варонен (и. о. пастора)                              |
| 1907—1909         | Абель Фабиан Раунио (и. о. пастора)                      |
| 1909—1914         | Селим Ялмари Лауриккала (и. о. пастора, пастор)          |
| 1914—1919         | Фритьёф Георг Слёёр (и. о. пастора)                      |
| 1914—1916         | Виктор Армас Аавикко (и. о. пастора)                     |
| 1922              | Лео Йоханнес Шульц                                       |
| 1924—1927         | Николай Вихолайнен                                       |
| 1928—1929         | Генрих Тёули                                             |
| 1935—1937         | Лео Йоханнес Шульц                                       |

## Фото

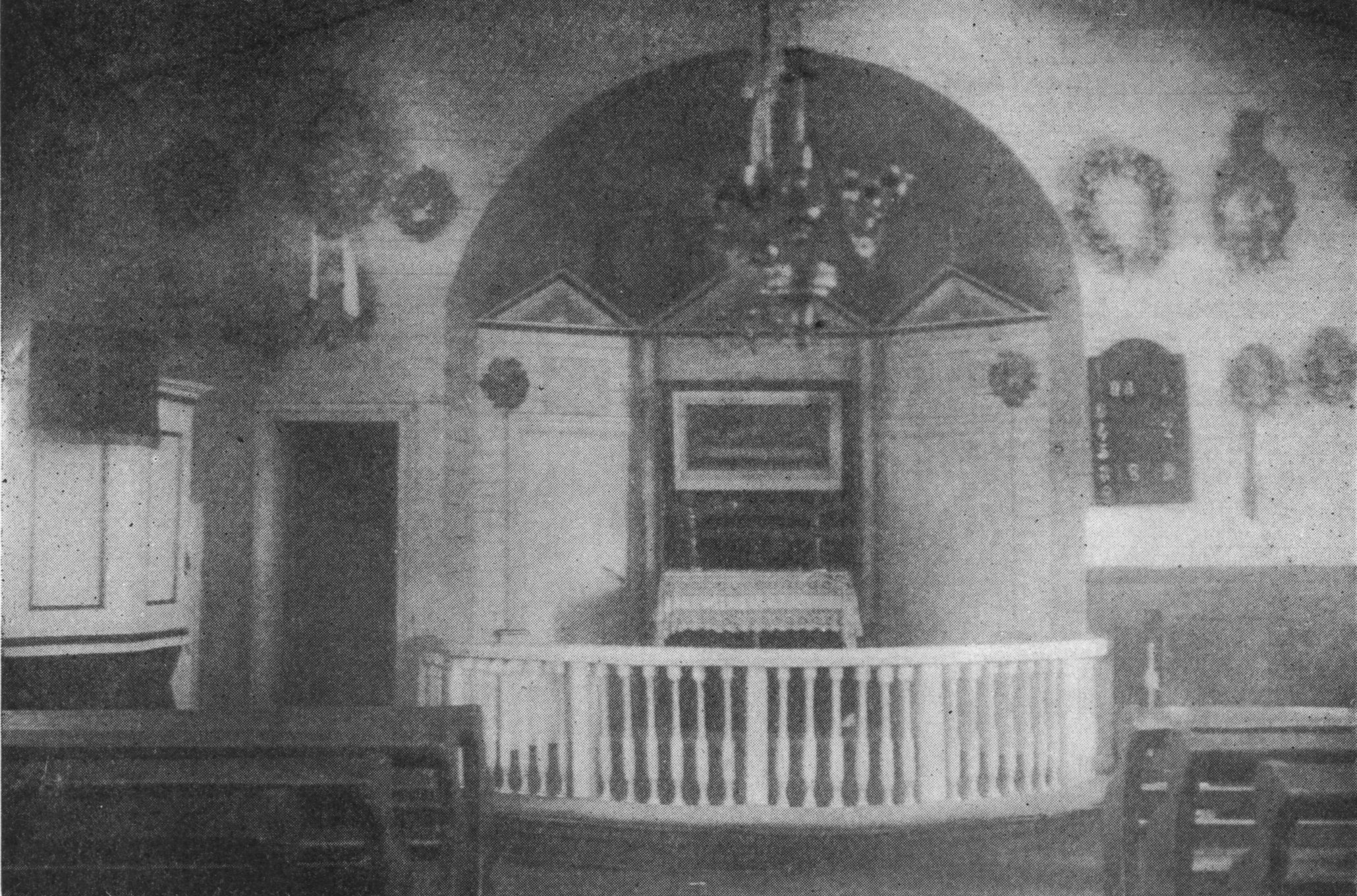
Интерьер кирхи. 1910-е годы
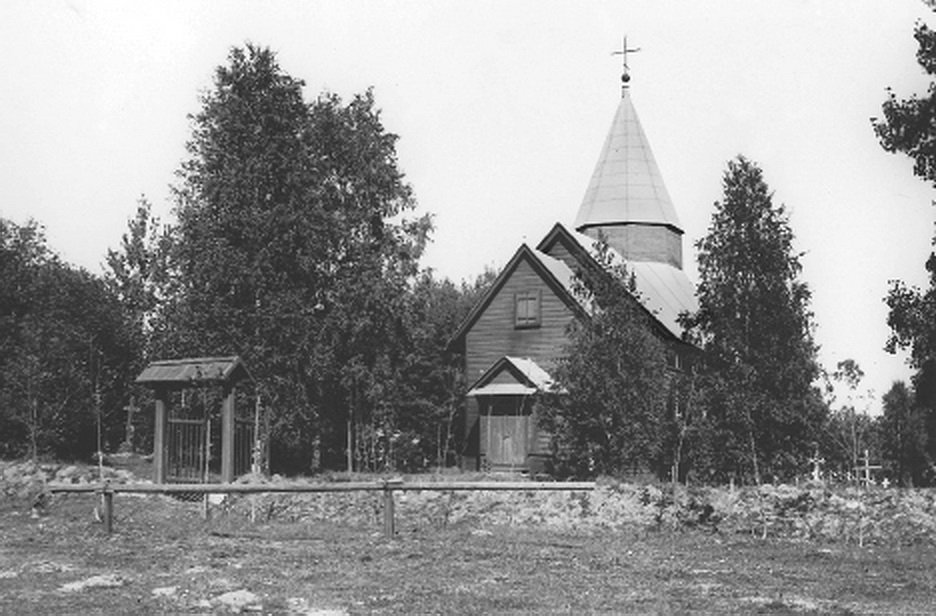
Кирха прихода Новасолкка. 1911 год
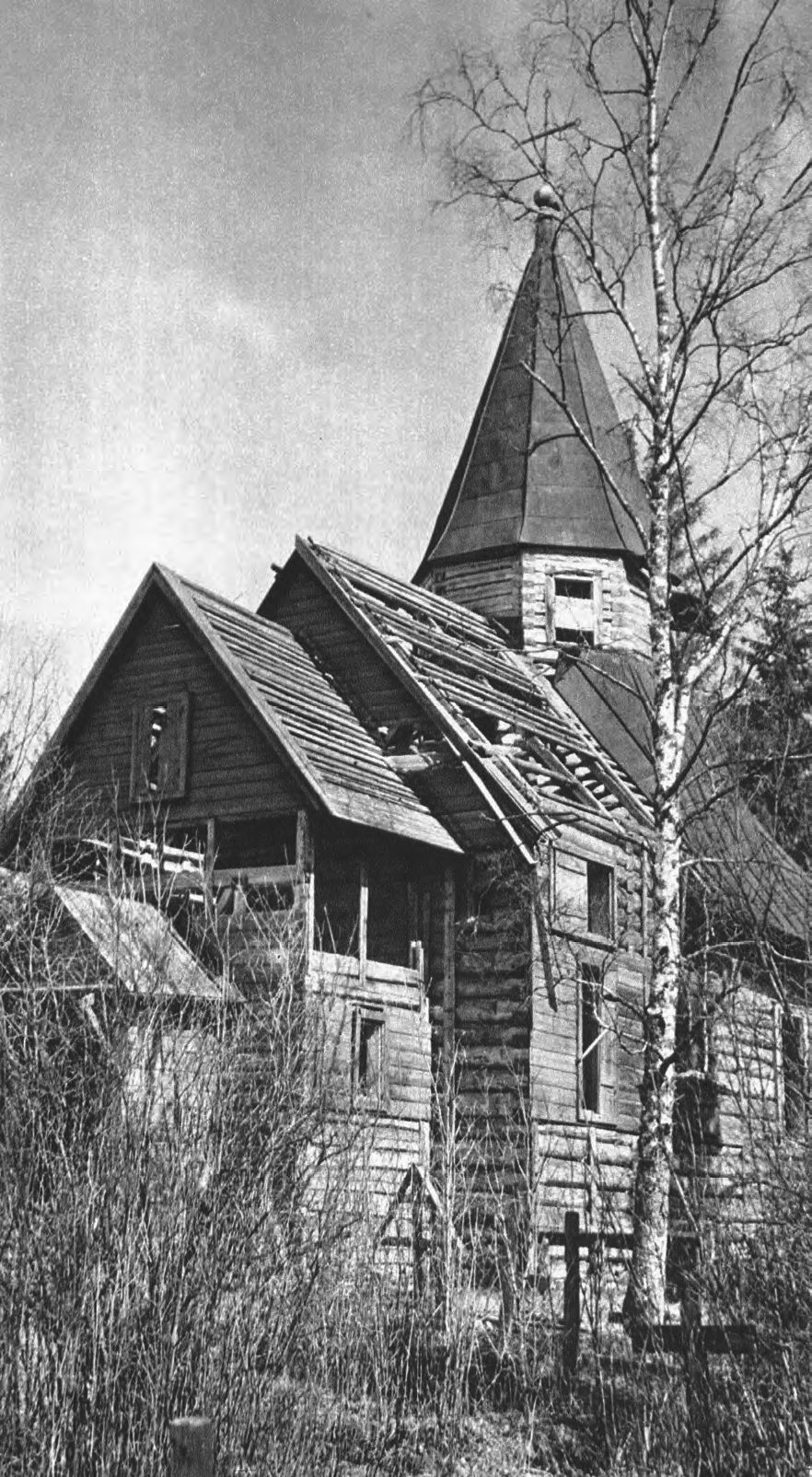
Кирха. 1943 год